# Társadalmi mozgalom
A társadalmi mozgalom emberek nagy csoportjának lazán szervezett erőfeszítése egy bizonyos cél elérése érdekében, jellemzően társadalmi vagy politikai cél elérése érdekében. Ez lehet egy társadalmi változás végrehajtása, vagy annak ellenállni vagy visszavonása. Ez egyfajta csoportakció, és magában foglalhat egyéneket, szervezeteket vagy mindkettőt. A társadalmi mozgalmakat úgy írták le a 2011-ben megjelent Political sociology : oppression, resistance, and the state kötetben Davita Silfen Glasberg és Deric Shannon, mint "olyan szervezeti struktúrákat és stratégiákat, amelyek képessé tehetik az elnyomott lakosságot a kihívások hatékony megoldására, hogy ellenálljanak a náluk hatalmasabb és előnyösebb helyzetben levő eliteknek". Ezek a nemzeteken belüli társadalmi változás egyik módszerét képviselik. Másrészt egyes társadalmi mozgalmak célja nem a társadalmi egyenlőség, hanem a meglévő hatalmi kapcsolatok fenntartása vagy felerősítése. A tudósok például a fasizmust társadalmi mozgalomként írták le.
A politikatudomány és a szociológia számos elméletet és empirikus kutatást dolgozott ki a társadalmi mozgalmakkal kapcsolatban. Egyes politikatudományi kutatások például rávilágítanak a népi mozgalmak és az új politikai pártok megalakulása közötti kapcsolatra, valamint a társadalmi mozgalmak funkciójára a napirend meghatározásával és a politikára gyakorolt befolyásukkal kapcsolatban. A szociológusok a társadalmi mozgalmak többféle típusát különböztetik meg, olyan dolgokat vizsgálva, mint a társadalmi mozgalmak hatóköre, a változtatás típusa, munkamódszerük, bekategorizálásuk és időkeretük.
Egyes tudósok azzal érveltek, hogy a modern nyugati társadalmi mozgalmak a munkaerő fokozott mobilitása révén váltak lehetővé az oktatás (az irodalom szélesebb körű terjesztése) és a 19. századi társadalmak iparosodása és urbanizációja következtében. Néha felvetődik az a vita, hogy a véleménynyilvánítás szabadsága, az oktatás, ill. a modern nyugati kultúrában elterjedt relatív gazdasági függetlenség a felelős azért, hogy példátlan számú és kiterjedt társadalmi mozgalom alakult ki az elmúlt száz évben (például a kenyai Mau Mau felkelés), hogy szembeszálljon a nyugati gyarmatosítással. A társadalmi mozgalmak szoros kapcsolatban álltak és állnak a demokratikus politikai rendszerekkel. Esetenként társadalmi mozgalmak is részt vettek a nemzetek demokratizálásában, de sokkal gyakrabban virágoztak már a demokratizálódás után. Az elmúlt 200 év során az ellenvélemények megfogalmazásának népszerű és globális részévé váltak.
A modern mozgalmak világszerte gyakran használják a technológiát és az internetet az emberek mozgósítására. A sikeres mozgalmakban a kommunikációs trendekhez való alkalmazkodás gyakori téma.

## Definiciója
Mario Diani azt állítja, hogy a társadalmi mozgalom definíciójának majdnem mindegyik kritériuma szerint "politikai vagy kulturális konfliktusban részt vevő egyének, csoportok és/vagy szervezetek informális interakcióinak hálózata, közös kollektív identitáson alapulva".
Charles Tilly szociológus a társadalmi mozgalmakat vitaelőadások, bemutatók és kampányok sorozataként határozza meg, amelyek során az átlagemberek kollektív követeléseket fogalmaznak meg másokkal szemben. Tilly szerint a társadalmi mozgalmak a hétköznapi emberek közpolitikában való részvételének fő eszközei. Azzal érvel, hogy egy társadalmi mozgalomnak három fő eleme van:
1. Kampányok: a célba vett hatóságok felé tartós, szervezett nyilvános erőfeszítés kollektív követelések előterjesztésére;
2. Kínálat (a küzdelem kínálata): a "a következő politikai cselekvési formák kombinációinak alkalmazása: speciális célú egyesületek és koalíciók létrehozása, nyilvános gyűlések, ünnepélyes felvonulások, virrasztások, gyűlések, demonstrációk, petíciók, nyilatkozatok a közmédiában és brosúrák terjesztése;
3. A WUNC-jelzők: a résztvevők összehangolt nyilvános képviselete az értékről, az egységről, a számokról és saját maguk és/vagy választókerületeik elkötelezettségéről.
Sidney Tarrow a társadalmi mozgalmat a következőképpen határozza meg: "kollektív kihívások olyan emberek részéről (az elitekkel, hatóságokkal, más csoportokkal vagy kulturális kódokkal szemben), akik közös célokkal rendelkeznek és szolidárisak egymással az elitekkel, ellenfelekkel és hatóságokkal való tartós interakcióban." Külön megkülönbözteti a társadalmi mozgalmakat a politikai pártoktól és az érdekcsoportoktól..
John McCarthy és Mayer Zald szociológusok a társadalmi mozgalmat úgy definiálják, mint "társadalmi népességen belül kialakult vélemények és hiedelmek összessége, amely a társadalmi szerkezet és/vagy a társadalmi ellenszolgáltatások eloszlása egyes elemeinek megváltoztatására irányuló preferenciákat képvisel".
Paul van Seeters és Paul James szerint a társadalmi mozgalom meghatározása magában foglalja az „összefogás” néhány minimális feltételét:
- valamiféle kollektív identitás kialakulása;
- közös normatív irány kialakítása;
- a status quo megváltoztatása iránti aggály megosztása
- a gyakorlati cselekvés pillanatainak bekövetkezése, legalábbis amelyek szubjektív módon kapcsolódnak egymáshoz az időben, és a változás iránti aggodalommal foglalkoznak. Így a társadalmi mozgalmat úgy definiáljuk, mint a politikai társulás formáját olyan személyek között, akiknek megvan az a minimális érzésük arról, hogy másokkal közös cél érdekében kapcsolódjanak egymáshoz és akik hosszabb időn keresztül egymással is találkoznak, hogy társadalmi változást hajtsanak végre a közösség nevében a cél érdekében.[16]

## Történet

### A kezdetek
A társadalmi mozgalmak korai fejlődése a 18. század közepén Angliában lezajlott széles körű gazdasági és politikai változásokhoz kapcsolódott, beleértve a politikai képviseletet, a piaci kapitalizációt és a proletárizálódást.
Az első tömeges társadalmi mozgalom John Wilkes köré szerveződött. A The North Briton című lap szerkesztőjeként Wilkes erőteljesen támadta John Stuart új kormányzását és az új kormány által a hétéves háború végén kötött 1763-as párizsi békeszerződésben elfogadott békefeltételeket. A lázító rágalmazással vádolt Wilkest az elfogatóparancs kiadása után letartóztatták, ezt a lépést Wilkes törvénytelennek minősítette – a főbíró pedig végül Wilkes javára döntött. Ennek az lett az eredménye, hogy Wilkes a középosztályok népszuverenitásáért küzdő, egyre erősödő mozgalom feje lett - az emberek "Wilkes and Liberty"-t (Wilkes és szabadság) skandáltak az utcákon.
Később a rágalmazás és obszcén vádak miatti száműzetés időszaka után Wilkes elindult a middlesexi parlamenti képviselői hely megszerzéséért, ahol nagyrészt támogatták. Amikor Wilkest 1768. május 10-én bebörtönözték a King's Bench börtönbe, tömeges mértékben őt támogató mozgalmak alakultak ki, az utcákon nagy tüntetések voltak "No liberty, no King" (Nem a szabadságra, nem a királyra) szlogent skandálva.
A parlamenti mandátumától megfosztott Wilkes 1769-ben londoni alderman lett, és a Society for the Supporters of the Bill of Rights nevű aktivista csoport népszerűsíteni kezdte politikáját támadó  módban. Ez volt az első tartós társadalmi mozgalom: nyilvános összejöveteleket, tüntetéseket, példátlan mértékű röpiratok terjesztését és tömegpetíciós felvonulást foglalt magában. A mozgalom azonban ügyelt arra, hogy ne lépje át a határt nyílt lázadásba. Megpróbálta orvosolni a kormányzás hibáit a létező jogi precedensekre hivatkozva, és a konszenzusos és alkotmányos berendezkedés elérését parlamenten kívüli agitációként képzelték el. E társadalmi mozgalom ereje és befolyása London utcáin arra kényszerítette a hatóságokat, hogy engedjenek a mozgalom követeléseinek. Wilkes visszakerült a parlamentbe, az általános végrehajtási parancsokat alkotmányellenesnek nyilvánították, és a sajtószabadságot kiterjesztették a parlamenti vitákra is.
A katolikusellenes tiltakozás egy ennél is sokkal nagyobb mozgalmát indította el az 1778-ban elfogadott pápista törvény, amely megszüntetett számos az angliai római katolikusok által elszenvedett  büntetést és a jogképességük hiányát, és Lord George Gordon köré szerveződött a mozgalom, aki 1779-ben a Protestáns Szövetség elnöke lett. The Association had the support of leading Calvinist religious figures, including Rowland Hill, Erasmus Middleton, and John Rippon. Az Egyesületet vezető református vallási személyiségek támogatták őt, köztük Rowland Hill, Erasmus Middleton és John Rippon. Gordon szókimondó propagandista volt, és a pápizmustól és az abszolút monarchikus uralomhoz való visszatéréstől való félelmekkel szította fel a tömeget. A helyzet gyorsan romlott, és 1780-ban, a Protestáns Szövetség találkozója után tagjai az alsóházba vonultak, hogy beadják a törvény hatályon kívül helyezését követelő petíciót, amit a kormány megtagadott. Ezek után hamarosan zavargások törtek ki Londonban, és a dühös tömeg megtámadta a nagykövetségeket és a katolikus tulajdonú vállalkozásokat.
A 18. század végén megjelent egyéb politikai mozgalmak közé tartozik a rabszolgaság elleni brit abolicionista mozgalom (amely az 1791-es cukorbojkott és az 1806-os második nagy petíciós akció között volt), és talán a francia és amerikai forradalom körüli felfordulás is idesorolható. Eugene Black (1963) véleménye szerint "...az egyesület lehetővé tette a politikailag hatékony nyilvánosság kiterjesztését. A modern, parlamenten kívüli politikai szervezet a tizennyolcadik század végének terméke [és] a reformok korának története nem írható meg e nélkül.”

### A társadalmi mozgalmak növekedése és terjedése
A napóleoni háborúk győzelme után 1815-től Nagy-Britannia a társadalmi felfordulás időszakába lépett, amelyet a társadalmi mozgalmak és a speciális érdekeket képviselő egyesületek használatának egyre érettebbé válása jellemez. A chartizmus volt a növekvő munkásosztály első tömegmozgalma a világon. 1838 és 1848 között a politikai reformok mellett kampányolt az 1838-as Népi Charta kiáltványával – ez többek között az általános választójogot és a titkos szavazást követelte (az általános választójog alatt viszont ekkor még a férfiak általános választójogát értették). A „társadalmi mozgalmak” kifejezést Lorenz von Stein német szociológus vezette be 1848-ban Die sozialistischen und kommunistischen Bewegungen seit der dritten französischen Revolution című könyvében, bevezetve ezzel a „társadalmi mozgalom” kifejezést a tudományos vitákba – valójában azonban ilyen módon ábrázolta a jóléti jogokként értelmezett szociális jogokért küzdő politikai mozgalmakat.
A 19. század végének munkásmozgalmát és szocialista mozgalmát prototipikus társadalmi mozgalmaknak tekintik, amelyek a kommunista és szociáldemokrata pártok és szervezetek megalakulásához vezettek. Ezek a tendenciák a szegényebb országokban a reformok iránti nyomás folytatásaként mutatkoztak meg, például Oroszországban az 1905-ös és az 1917-es októberi orosz forradalommal, ami az első világháború vége körül a cári rezsim összeomlását eredményezte.
A második világháború győzelme után 1945-ben Nagy-Britannia a radikális reformok és változások időszakába lépett. A háború utáni időszakban megjelent a feminizmus, a melegjogi mozgalom, a békemozgalom, a polgárjogi mozgalom, az atomellenes mozgalom és a környezetvédő mozgalom, amelyeket gyakran új társadalmi mozgalmaknak neveztek. Ezek többek között az új baloldal által befolyásolt zöld pártok és szervezetek megalakulásához vezettek. Néhányan az 1990-es évek végén egy új globális társadalmi mozgalom, a globalizációellenes mozgalom megjelenését találják. Egyes társadalmi mozgalmakkal foglalkozó tudósok úgy vélik, hogy a globalizáció gyors ütemével az új típusú társadalmi mozgalmak megjelenésének lehetősége rejtve van még – a múlt nemzeti mozgalmainak analógiájával írják le azt, amit globális állampolgári mozgalomnak (Global citizens movement) neveztek el.

### Főbb folyamatok
Számos kulcsfontosságú folyamat húzódik meg a társadalmi mozgalmak története mögött. Az urbanizáció olyan nagyobb településekhez vezetett, ahol a hasonló célú emberek egymásra találhattak, összegyűlhettek és szerveződhettek. Ez megkönnyítette a társadalmi interakciót rengeteg ember között, és először a városi területeken jelentek meg ezek a korai társadalmi mozgalmak. Hasonlóképpen az iparosodás folyamata, amely ugyanabban a régióban munkások nagy tömegeit gyűjtötte össze, megmagyarázza, hogy a korai társadalmi mozgalmak közül több mozgalom miért olyan kérdésekkel foglalkozott, mint a munkásosztály számára fontos gazdasági jólét. Sok más társadalmi mozgalom az egyetemeken is létrejött, ahol a tömegoktatás folyamata sok embert összehozott. A kommunikációs technológiák fejlődésével könnyebbé vált a társadalmi mozgalmak létrehozása és tevékenysége – a 18. századi kávéházakban terjedő nyomtatott röpiratoktól az újságokig és az internetig. Mindezek az eszközök a társadalmi mozgalmak növekedésének fontos tényezőivé váltak. Végül a demokrácia és a politikai jogok, például a szólásszabadság terjedése jelentősen megkönnyítette a társadalmi mozgalmak létrejöttét és működését.

## Tömegek mozgósítása
A születőben lévő társadalmi mozgalmak azonban gyakran nem érik el céljaikat, mert nem tudnak elegendő számú embert mozgósítani. Srdja Popovic, a Blueprint for Revolution szerzője és az Otpor! szóvivője azt mondja, hogy a mozgalmak akkor sikeresek, ha olyan problémákkal foglalkoznak, amelyek az embereket valóban érdeklik. "Nem reális azt várni az emberektől, hogy jobban törődjenek azzal, mint amivel már törődnek, minden erre irányuló kísérlet kudarcot vall." Az aktivisták túl gyakran esnek abba a hibába, hogy megpróbálják meggyőzni az embereket, hogy foglalkozzanak a problémáikkal. A nagyszabású változást célzó mozgósítási stratégia gyakran egy sok embert foglalkoztató kis probléma fellépésével kezdődik.
Popovic azzal is érvel, hogy egy társadalmi mozgalomnak kicsi az esélye a növekedésre, ha unalmas beszédekre és a szokásos plakátlengős felvonulásokra támaszkodik. Amellett érvel, hogy olyan mozgalmakat hozzanak létre, amelyekhez az emberek valóban csatlakozni szeretnének. Az OTPOR! azért sikerült, mert szórakoztató, vicces volt, és grafikus módszereket talált ki Slobodan Milošević diktátor kigúnyolására. A fatalizmust és a passzivitást tettekké változtatta azáltal, hogy egyszerűvé, sőt menővé tette a forradalmárrá válást a menő szlogenek, a rockzene és az utcaszínház jegyében. Tina Rosenberg, a Join the Club, How Peer Pressure can Transform the World'' című művében bemutatta, hogyan nőnek a mozgalmak, ha van egy olyan lelkes játékos, aki másokat is arra ösztönöz, hogy csatlakozzanak hozzájuk.

## Típusok
A szociológusok a társadalmi mozgalmak többféle típusát különböztetik meg:
- Hatókör:
  - reformmozgalom – egyes normák vagy törvények megváltoztatását szorgalmazó mozgalmak. Ilyen mozgalom lehet például egy szakszervezet, amelynek célja a munkavállalók jogainak növelése, az ökológiai törvényeket támogató zöld mozgalom, vagy egy olyan mozgalom, amely támogatja a halálbüntetés bevezetését, illetve Az abortuszhoz való jogot támogató mozgalom. Egyes reformmozgalmak célja a szokások és erkölcsi normák megváltoztatása, például a pornográfia elítélése vagy egyes vallások terjesztése.
  - radikális mozgalom – olyan mozgalmak, amelyek az értékrendszer alapvető megváltoztatására törekednek. Példák: az Afroamerikai polgárjogi mozgalom, amely teljes polgári jogokat és törvény szerinti egyenlőséget követelt minden amerikainak fajra való tekintet nélkül;  a Lengyel Szolidaritás (Solidarność) mozgalom, amely a  amely a sztálinista politikai és gazdasági rendszer demokráciává átalakítását követelte vagy a dél-afrikai kunyhólakók mozgalma, az Abahlali baseMjondolo, amely a kunyhólakók városok életébe való teljes bevonását követeli.
- Változás típusa:
  - újító mozgalom – olyan mozgalmak, amelyek meghatározott normákat, értékeket stb. akarnak bevezetni vagy megváltoztatni. A szingularizmus mozgalma,[31] amely a technológiai szingularitás megvalósítása és biztonsága érdekében szándékos cselekvést hirdet, az újító mozgalom példája.
  - konzervatív mozgalom - olyan mozgalmak, amelyek meg akarják őrizni a meglévő normákat, értékeket stb. Például a 19. századi technológiaellenes ludditák mozgalma vagy a génmódosított élelmiszerek elterjedését ellenző modern mozgalom konzervatív mozgalmaknak tekinthető abban a tekintetben, hogy az bizonyos technológiai változások ellen harcol.
- Célok:
  - csoportfókuszú mozgalmak: csoportok vagy általában a társadalom befolyásolására összpontosítanak, például, a politikai rendszer megváltoztatását szorgalmazzák.
  - egyénközpontú mozgalmak: az egyének befolyásolására összpontosítanak. A legtöbb vallási mozgalom ebbe a kategóriába tartozna.
- Módszerek:
  - békés mozgalmak – különféle mozgalmak, amelyek erőszakmentes tiltakozási eszközöket alkalmaznak az erőszakmentes ellenállási kampány részeként, amelyet gyakran polgári ellenállásnak is neveznek. Az Amerikai Polgárjogi Mozgalom, a Lengyel Szolidaritás mozgalom vagy az indiai függetlenségi mozgalom erőszakmentes, polgári engedetlenség-orientált szárnya ebbe a kategóriába tartozna.[32]
  - erőszakos mozgalmak - különféle mozgalmak,[33] amelyek erőszakhoz folyamodnak; általában fegyveres mozgalmak, szélsőséges esetekben félkatonai vagy terrorista szervezet formáját ölthetik. Példák: Vörös Hadsereg Frakció, al-Káida.
- Régi és új:
  - Régi mozgalmak: a változásért mozgalmak évszázadok óta léteznek. A legrégebbi, elismert mozgalmak többsége, amelyek a 18. és 19. századra nyúlnak vissza, meghatározott társadalmi csoportokért küzdöttek, mint például a munkásosztály, a parasztok, a fehérek, az arisztokraták, a protestánsok, a férfiak. Általában valamilyen materialista cél köré összpontosultak, mint például az életszínvonal javítása vagy például a munkásosztály politikai autonómiája.
  - Új mozgalmak: a XX. század második felétől uralkodó mozgalmak. A figyelemre méltó példák közé tartozik az amerikai polgárjogi mozgalom, a második feminizmushullám, a melegjogi mozgalom, a környezetvédő és természetvédelmi erőfeszítések, a tömeges megfigyelés elleni küzdelem stb. Ezek általában olyan kérdések köré összpontosulnak, amelyek túlmutatnak az osztályokon, de nem különülnek el tőlük.
- Hatótávolság:
  - Globális mozgalmak: globális (transznacionális) célkitűzésekkel és célokkal rendelkező társadalmi mozgalmak. Az olyan mozgalmak, mint az első (ahol Marx és Bakunyin találkozott), a második, harmadik és Negyedik Internacionálé, a Világ társadalmi fóruma a Népek Globális Akciója és az anarchista mozgalom a társadalom megváltoztatására globális szinten törekszenek.
  - Helyi mozgalmak: a legtöbb társadalmi mozgalom helyi vonatkozású.[34] Helyi vagy regionális célokra összpontosítanak, mint például egy adott természeti terület megóvása, lobbizás  az autópályadíjak csökkentéséért (egy bizonyos autópályán), vagy egy olyan épület megóvása, amelyet lebontanának a dzsentrifikáció miatt és ennek társadalmi központtá alakítása.

## Támogatók beazonosítása
A mozgalmak tudományos vizsgálatának nehézsége, hogy többnyire sem a mozgalom bennfentesei, sem a kívülállók nem alkalmaznak következetes címkéket vagy akár leíró kifejezéseket a mozgalmakra. Hacsak nincs egyetlen vezető, aki megteszi ezt, vagy ha nincs a tagok közti megegyezések formális rendszere, akkor az aktivisták általában különböző címkéket és leíró kifejezéseket használnak, így a tudósoknak maguktól kell rájönni, amikor ugyanazokra vagy hasonló gondolatokra hivatkoznak, hasonló célokat hirdetnek, hasonló cselekvési programokat fogadnak el és hasonló módszereket alkalmaznak. Nagy különbségek lehetnek abban, hogy felismerjék, ki az, aki tagja és ki az, aki nem tagja egy egymással szövetkező csoportnak.
- Bennfentesek: Gyakran eltúlozzák a támogatás mértékét azzal, hogy olyan embereket tekintenek támogatóknak, akiknek aktivitási vagy támogatottsági szintje gyenge, de elutasítják azokat is, akiket a kívülállók támogatónak tekinthetnek, mert lejáratják az ügyet, vagy akár ellenségnek is tekintik őket.
- Kívülállók: azok, akik nem támogatók, akik hajlamosak lehetnek alábecsülni vagy túlbecsülni egy mozgalom szintjét, támogatottságát vagy tevékenységét azáltal, hogy olyanokat is beleszámítanak vagy kizárnak, amelyeket a bennfentesek kizárnának vagy beleszámítanának.

Gyakran a kívülállók, nem pedig a bennfentesek alkalmazzák a mozgalmakra az azonosító címkéket, amelyeket aztán a bennfentesek vagy elfogadnak vagy nem, és aztán önazonosításra is felhasználhatják. Például a 17. századi Angliában a levellerek politikai mozgalmára az ellenfeleik ragasztották rájuk ezt a jelzőt pejoratív kifejezésként. A mozgalom és céljainak csodálói azonban később ezt a kifejezést kezdték használni, és így nevezik őket a történettudományben.
Mindig körültekintően kell eljárni az olyan amorf jelenségek megvitatása során, mint amilyen a mozgalmaké, különbséget téve a bennfentesek és a kívülállók, a támogatók és a ellenfeleik nézetei között, melyek mindegyikének megvannak a saját céljai és feladatai, mellyekkel jellemezni vagy tévesen jellemezni lehet őket.

## Dinamikája
A társadalmi mozgalmaknak életciklusuk van: létrejönnek, növekednek, sikereket vagy kudarcokat érnek el, végül feloszlanak és megszűnnek.
Nagy valószínűséggel olyan időszakban és olyan helyen tudnak fejlődni, amely barátságos a társadalmi mozgalmakkal: ezért nyilvánvaló a szimbiózisuk az olyan eszmék 19. századi elterjedésével, mint az egyének jogai, a szólásszabadság és a polgári engedetlenség. A társadalmi mozgalmak liberális és tekintélyelvű társadalmakban különböző formákban fordulnak elő. Ezeket az új mozgalmakat a társadalmi szokások, erkölcs és értékek megváltoztatásának vágya aktiválja Egy társadalmi mozgalom megszületéséhez szükség van arra, amit Neil Smelser szociológus indító eseménynek nevez: egy konkrét, egyéni esemény, amely elindítja az események láncreakcióját az adott társadalomban, ami egy társadalmi mozgalom létrejöttéhez vezet. Ennek az eseménynek a gyökere pedig valamilyen közösségen belüli közös elégedetlenség eredménye. Ennélfogva a kitörés a társadalmi mozgalom első lépése. Ez az elégedetlenség olyan kötelék, amely összeköti az egyszerű embereket, mivel az elnyomás által ugyanazokat a tapasztalatokat és érzéseket osztják meg egymással."Ebben a szakaszban a társadalmi mozgalmak kezdeti fázisban vannak és alig vagy egyáltalán nem szerveződnek. Ehelyett ezt a szakaszt széles körben elterjedt elégedetlenségnek tekinthetjük."(Macionis, 2001; Hopper, 1950) A kitörés megelőzi a társadalom addigi állapotával szembeni bármilyen szervezett ellenállást. Jonathan Christiansen történeti szociológiai esszéjében a társadalmi mozgalom négy szakaszán belül tovább boncolgatta, hogy az egyes szakaszok hogyan hatnak az egész mozgalomra. A polgárjogi mozgalom korai szakaszai a tiltakozás nyilvános megnyilvánulásának példája, amelyet arra használnak fel, hogy egy mozgalmat a következő szakaszba vigyenek. "Csak a Brown kontra Oktatási Tanács legfelsőbb bírósági határozata (1954) után - amely betiltotta a szegregációt az állami iskolákban és azt követően, hogy az alabamai Montgomeryben letartóztatták Rosa Parkst, amiért megtagadta a szegregációs törvények betartását a városi buszokon azáltal, hogy nem adta át a buszülését egy fehér embernek - lép tovább az amerikai polgárjogi mozgalom a következő szakaszba – az egyesülésbe." Ez egy fekete nő, Rosa Parks hatása volt a busz csak fehérek számára készült szakaszán (noha nem egyedül vagy spontán cselekedett, azért jellemző módon az aktivista vezetők fektették le a mozgalmat kiváltó beavatkozások színfalai mögött az alapokat). Ez egyesüléshez vezet, mert most a közös dilemmát és az elnyomás forrását tárják fel, lehetővé téve a szervezetek létrehozását és a nyilvánosság előtti megjelenését. A Lengyel Szolidaritás mozgalom, amely végül megdöntötte a lengyel kommunista rendszert, azután alakult ki, hogy Anna Walentynowicz szakszervezeti aktivistát elbocsátották a munkából. A dél-afrikai kunyhólakók mozgalma, az Abahlali baseMjondolo egy útblokádból nőtt ki, válaszul arra, hogy egy ingatlanhasznosító egy lakhatásra ígért kis földterületet hirtelen eladott. Egy ilyen eseményt vulkánmodellnek is neveznek – egy társadalmi mozgalom gyakran azután jön létre, hogy sok ember felismeri, hogy vannak mások is, akik ugyanazt az értéket képviselik és vágynak egy adott társadalmi változásra.
A harmadik szakasz a bürokratizálódás, amikor a mozgalmaknak szervezettebbé kell válniuk, egy szisztematikusabb modell köré kell összpontosítaniuk. A kivitelezés megszervezésének és rendszerének formálisabbnak kell lenni, az embereknek meghatározott szerepet és felelősséget kell vállalniuk. "Ebben a fázisban a politikai hatalmuk nagyobb, mint az előző szakaszokban, mivel rendszeresebben találkoznak a politikai elitek tagjaival." Ebben a szakaszban az egyik szervezet átvehet egy másikat a nagyobb státusz és formális szövetség megszerzése érdekében. Ez az „átvétel" pozitív vagy negatív lépés lehet a szervezetek számára. Pl. Ella Baker, a NAACP-aktivistája azt javasolta a diákmozgalom hallgatóinak, hogy alapítsanak saját szervezetet. Ez SNCC (azaz a diákok erőszakmentes koordinációs bizottsága) néven vált ismertté (1960-as évek). A diákok csatlakozhattak volna az SCLC-hez (Southern Christian Leadership Conference), egy már létező szervezethez, de ez rossz bürokratizáló döntés lett volna, mivel akkor régi ideológiáknak kellett volna behódolniuk. Az új és haladó jellegű ötletek, amelyek megkérdőjelezik a korábbi tekintélyt, kulcsfontosságúak a társadalmi változásokhoz.
Egy társadalmi mozgalom hanyatlása nem feltétlenül jelent kudarcot. Egy mozgalomnak több irányvonala is lehet, mielőtt hanyatlásba kezdene. Ha egy mozgalom sikere tartós változásokat eredményez a társadalomban és/vagy a kormányzaton belül, az a tiltakozás iránti igény elvesztését eredményezi. A kudarc gyakran annak az eredménye, hogy képtelenség a közös koncentrálást fenntartani és a szem előtt tartott cél érdekében dolgozni. "A társadalmi mozgalmak szervezeti vagy stratégiai kudarcok miatti kudarca sok szervezetnél gyakori." Egy ilyen irányvonal egy szerveződés fokozatos felbomlását és a mozgalmi szakaszból való kilépést tud eredményezni. Az együttműködés akkor jön létre, amikor az emberek vagy csoportok integrálódnak, és eltávolodnak a társadalmi mozgalom kezdeti aggályaitól és eredeti értékeitől. Egy másik példa az elnyomás, amikor a mozgalmat lassan eltávolítják a nyilvános platformról egy külső erő, általában a kormány segítségével. Például a születésszabályozás még mindig nagyon vitatott téma kormányzati szinten, de a társadalmi életben általánosan elfogadott dologként fogadták el.
Fontos felismerés az, hogy bár a mozgalmak széteshetnek és megszűnhetnek aktívak lenni, a társadalmi szférára gyakorolt hatásuk a maga módján sikernek tekinthetőek. Ez ugyanis az új generációkban felébreszti azt a gondolatot, hogy van lehetőség a szerveződésre és a változtatásra.

## Teóriák
A szociológusok több elméletet is kidolgoztak a társadalmi mozgalmakkal kapcsolatban [Kendall, 2005]. Az alábbiakban néhány ismertebb megközelítést ismertetünk. Időrendileg ezek a következők:
- marxista elmélet (1880-as évek)
- kollektív viselkedés/kollektív cselekvés elméletek (1950-es évek)
- relatív depriváció elmélet (1960-as évek)
- hozzáadott érték elmélet (1960-as évek)
- erőforrás-mobilizálás (1970-es évek)
- politikai folyamatelmélet (1980-as évek)
- framingelmélet (1980-as évek) (szorosan összefügg a szociális konstruktivizmus elméletével)
- az új társadalmi mozgalom elmélete (1980-as évek)

### Depriváció elmélet
A depriváció elmélet azt állítja, hogy a társadalmi mozgalmak olyan embereken alapulnak, akik úgy érzik, hogy meg vannak fosztva valamilyen java(k)tól vagy erőforrás(ok)tól. E megközelítés szerint azok az egyének, akiknek hiányzik, hiányoznak bizonyos javak, szolgáltatás vagy jólét, nagyobb valószínűséggel szerveznek társadalmi mozgalmat, hogy javítsák (vagy megvédjék) körülményeiket.
Két jelentős probléma van ezzel az elmélettel. Először is, mivel a legtöbb ember szinte mindig megfosztva érzi magát valamilyen szinten valamitől, az elmélet nehezen tudja megmagyarázni, hogy a társadalmi mozgalmakat alkotó csoportok miért csinálják ezt, amikor más emberek is megfosztva érzik magukat. Ennek az elméletnek az érvelése körkörös – gyakran a depriváció az egyetlen bizonyítéka a társadalmi mozgalomnak. És ha azt állítják, hogy a depriváció az oka, de ennek egyetlen bizonyítéka a mozgalom, az érvelés körkörös.

### Tömegtársadalom-elmélet
A tömegtársadalom-elmélet azt állítja, hogy a társadalmi mozgalmak a nagy társadalmakban olyan egyénekből állnak, akik jelentéktelennek vagy társadalmilag elszakadtnak érzik magukat. A társadalmi mozgalmak ezen elmélet szerint olyan előrejutást és összetartozást biztosítanak, amellyel a mozgalom tagjai egyébként nem rendelkeznének.
Nagyon kevés támogatója volt ennek az elméletnek. Aho (1990) az idahói keresztény hazafiságról szóló tanulmányában nem találta úgy, hogy ennek a mozgalomnak a tagjai nagyobb valószínűséggel lennének elszakadva a társadalomtól. Valójában a mozgalomhoz való csatlakozás kulcsa az volt, hogy valakinek volt egy barátja vagy munkatársa, aki a mozgalom tagja volt.

### Strukturális feszültség elmélet
A társadalmi feszültség elmélete "javaslat annak alapján, amely szerint a társadalmi tényezőkből eredő nyomás, mint például a jövedelemhiány vagy a minőségi oktatás hiánya, bűnözésre készteti az egyéneket."
1. strukturális ösztönző képesség – az emberek arra a belátásra jutnak, hogy a társadalmuknak problémái vannak
2. szerkezeti feszültség – az emberek deprivációt tapasztalnak
3. a megoldás térnyerése és elterjedése – megoldást javasolnak az emberek által tapasztalt problémákra, és az elterjed
4. kiváltó tényezők – az elégedetlenséghez általában szükség van egy katalizátorra (gyakran egy konkrét eseményre), hogy társadalmi mozgalommá alakuljon
5. a társadalmi kontroll hiánya – a megváltoztatandó valós elemeknek legalább valamennyire nyitottnak kell lennie a változásra; ha a társadalmi mozgalmat gyorsan és erőteljesen elnyomják, akkor soha nem valósulhat meg
6. mozgósítás - ez a mozgalom tényleges szervező és aktív összetevője; az emberek azt teszik, amit tenniük kell

Ez az elmélet is a körkörös érvelés alá esik, mivel részben magába foglalja a depriváció elméletét, és arra támaszkodik, valamint a társadalmi mozgalmi aktivizmus motivációjaként a társadalmi/strukturális feszültségre. A társadalmi mozgalmak aktivizmusa azonban, akárcsak a depriváció elmélete esetében, gyakran az egyetlen jele annak, hogy feszültség vagy depriváció volt.

### Erőforrás-mobilizációs elmélet
Az erőforrás-mobilizációs elmélet a társadalmi mozgalmak fejlődésében és sikerében az erőforrások fontosságát hangsúlyozza. Erőforrások alatt itt a tudást, pénzt, médiát, munkaerőt, szolidaritást, legitimitást, valamint a hatalmi elit belső és külső támogatását értjük. Az elmélet szerint a társadalmi mozgalmak akkor alakulnak ki, amikor a panaszokkal küzdő egyének képesek elegendő erőforrást mozgósítani a cselekvéshez. Az erőforrásokra fektetett hangsúly magyarázatot ad arra, hogy egyes elégedetlen/deprivált egyének miért képesek szervezkedni, míg mások nem.
Ellentétben a társadalmi mozgalmakra vonatkozó korábbi kollektív viselkedési perspektívákkal – amelyek a rendkivüli nélkülözés, sérelem vagy társadalmi feszültség szerepét hangsúlyozták a tömeges tiltakozás ösztönzésében – az erőforrás-mobilizációs szempontok szerint "minden társadalomban mindig elegendő elégedetlenség van ahhoz, hogy egy mozgalom mindehhez alulról építkező támogatását nyújtsa, ha a mozgalom hatékonyan megszervezett, és rendelkezésére áll valamely bevett elitcsoport hatalma és erőforrásai." A mozgalmak megjelenése az erőforrások összevonásától függ a társadalmi mozgalmakkal foglalkozó vállalkozók és mozgalmi szervezetek által, és ezeket az erőforrásokat arra használják fel, hogy a kollektív nézeteltéréseket politikai nyomásra használják fel. A tagokat hálózatokon keresztül toborozzák; az elkötelezettséget a kollektív identitás kialakítása és az interperszonális kapcsolatok tartják fenn.[forrás?]
Az erőforrás-mobilizációs elmélet a társadalmi mozgalmak tevékenységét "más eszközökkel való politikának" tekinti: a hétköznapi emberek józan stratégiai erőfeszítését a társadalom vagy a politika megváltoztatására. Az erőforrások formája alakítja a mozgalom tevékenységét (pl. egy tévéállomáshoz való hozzáférés a televíziós média széles körű használatához vezet). A mozgalmak olyan esetleges lehetőségstruktúrákban alakulnak ki, amelyek befolyásolják a mozgósítási erőfeszítéseiket, és az egyes mozgalmak válasza a lehetőségstruktúrákra a mozgalom szervezetétől és erőforrásaitól függ.
Az elmélet kritikusai azzal érvelnek, hogy az elmélet túl nagy hangsúly fektet az erőforrások meglétére, különösen a pénzügyi erőforrásokra. Egyes mozgalmak pénzbeáramlás nélkül is hatékonyak, mindez jobban függ a mozgalom tagjainak munkaidejétől és munkájától (például a polgárjogi mozgalom az Egyesült Államokban).

### Politikai folyamatelmélet
A politikai folyamatelmélet sok tekintetben hasonlít az erőforrás-mobilizációhoz, de kihangsúlyozza a társadalmi struktúra egy másik összetevőjét, amely fontos a társadalmi mozgalmak fejlődése szempontjából: a politikai lehetőségeket. A politikai folyamatelmélet azt állítja, hogy a mozgalom kialakulásának három létfontosságú összetevője van: a öntudat fellázadása, a szervezeti erő és a politikai lehetőségek. Az öntudat fellázadása a deprivációs és sérelmi érzésekre utal. Az az érzés, hogy a társadalom bizonyos tagjai úgy érzik, hogy rosszul bánnak velük, vagy a rendszer valamilyen módon igazságtalan. Az öntudat fellázadása az igazságtalanság kollektív érzése, amelyet a mozgalom tagjai (vagy potenciális mozgalmi tagok) éreznek, és ez a mozgalom szervezésének motivációjaként szolgál.
A szervezeti erő összhangban van az erőforrás-mobilizációs elmélettel, azzal érvelve, hogy ahhoz, hogy egy társadalmi mozgalom szerveződhessen, erős vezetéssel és elegendő erőforrással kell rendelkeznie.
A politikai lehetőség a meglévő politikai rendszer kihívásokkal szembeni fogékonyságát vagy sebezhetőségét jelenti. Ennek sebezhetősége a következők bármelyikének (vagy ezek kombinációjának) következménye lehet:
- a politikai pluralizmus növekedése
- az elnyomás hatékonyságának csökkenése
- Az elit széthúzása; a vezető frakciók belsőleg széttöredezettek
- a politikai folyamatokban az intézményi részvételhez való hozzáférés kiterjesztése
- a szervezett ellenzék támogatása az elitek részéről

A politikai folyamatelmélet egyik előnye, hogy foglalkozik a társadalmi mozgalmak időzítésének vagy megjelenésének kérdésével. Egyes csoportoknak megvan a lázadó öntudatuk és erőforrásaik a mozgósításhoz ugyan, de mivel a politikai lehetőségek bezárulnak, nem járnak sikerrel. Az elmélet tehát azt állítja, hogy mindhárom összetevő fontos.
A politikai folyamatelmélet és az erőforrás-mobilizációs elmélet kritikusai rámutattak arra, hogy egyik elmélet sem tárgyalja a mozgalmi kultúrát nagymértékben. Ez lehetőséget adott a kultúrával foglalkozó elméleti szakembereknek arra, hogy rámutassanak a kultúra fontosságára.
A politikai folyamatelmélet egyik előrelépése a politikai közvetítési modell, amely felvázolja azt a módot, ahogyan a mozgalmak szereplői előtt álló politikai kontextus metszi a mozgalmak által meghozott stratégiai döntéseket. Ennek a modellnek további erőssége, hogy a társadalmi mozgalmak kimenetelét nemcsak a siker vagy a kudarc szempontjából tudja vizsgálni, hanem a következmények (akár szándékos, akár nem szándékos, pozitív vagy negatív), valamint a közös előnyök szempontjából is.

### Framing perspektíva
A társadalomtudományok és a humaniórák kulturális fordulatait tágabban tükrözve, a társadalmi mozgáselmélet és a társadalmi kutatások legújabb irányzatai hozzájárulnak azokhoz a nagyrészt strukturális aggályokhoz, amelyek  amelyek az erőforrás-mobilizációs és politikai folyamatelméletekben láthatók, kihangsúlyozva a társadalmi mozgásfolyamatok kulturális és pszichológiai vonatkozásait, például a kollektíven megosztott értelmezéseket és hiedelmeket, ideológiákat, értékeket és a világról alkotott egyéb jelentéseket. Ennek során ez az általános kulturális megközelítés a potyautas-problémát is megkísérli kezelni. Egy ilyen kulturális dimenzió egyik különösen sikeres átvétele a társadalmi mozgalmak framing perspektívájában nyilvánul meg.
Bár az erőforrás-mobilizációs elmélet és a politikai folyamatelmélet egyaránt magában foglalja, vagy legalábbis elfogadja azt az elképzelést, hogy bizonyos közös értelmezéseknek, például az igazságtalan társadalmi feltételeknek kell létezniük ahhoz, hogy a mobilizáció egyáltalán megtörténjen, ez nem kifejezetten ezekben a megközelítésekben van problémaként kezelve. A framing perspektíva a mozgalmak létrejöttének és létezésének megértésére irányuló kísérletben az ilyen közös felfogásokat előtérbe helyezte, például azzal az érveléssel, hogy ahhoz, hogy a társadalmi mozgalmak sikeresen mozgósítsák az egyéneket, ki kell alakítaniuk egy ’’igazságtalanság keretét’’ olyan eszmékből és szimbólumokból, amelyek mindkettőt illusztrálják. Az igazságtalanság kerete olyan ötletek és szimbólumok gyűjteménye, amelyek bemutatják a probléma jelentőségét, valamint azt, hogy a mozgalom mit tehet annak enyhítésére,
Mint egy képkeret, ugyanúgy egy problémakeret a világ egy részét kijelöli. Mint egy épületkeret, ugyanúgy összetartja a dolgokat. Szimbólumok, képek és érvek tömbjét tesz összefüggővé, összekapcsolva őket egy mögöttes rendszerezési ötlettel, amely azt sugallja, hogy mi a lényeges – milyen következmények forognak fenn és milyen értékek forognak kockán. A keretet nem közvetlenül látjuk, hanem jellegzetes kifejezéseiből és nyelvezetéből következtetünk a jelenlétére. Mindegyik keret bizonyos beszéd- és gondolkodásmódokat ad meg, míg másokat kiszorít a képből.
Az igazságtalanság kereteinek fontos jellemzői a következők:
- A tények azáltal kapnak jelentést, hogy olyan keretekbe vannak ágyazva, melyek relevánssá és jelentőségteljessé, vagy irrelevánssá és triviálissá teszik őket.
- Az emberek sok képkockát hordanak a fejükben.
- A sikeres újrakeretezés magában foglalja azt a képességet, hogy be tudunk lépni ellenfeleink világképébe.
- Minden keret tartalmaz implicit vagy explicit felhívást az erkölcsi elvekre.

Az igazságtalanság keretét hangsúlyozva a kultúraelmélet a potyautas-problémával is foglalkozik. A potyautas-probléma arra az elképzelésre utal, hogy az emberek nem lesznek motiváltak egy olyan társadalmi mozgalomban való részvételre, amely személyes erőforrásaikat használja fel (pl. pénz, stb.), ha részvétel nélkül is továbbra is részesülhetnek a juttatásokban..Más szóval, ha X személy tudja, hogy az Y mozgalom a környezeti feltételek javításán dolgozik, választás elé állítja: csatlakozik vagy nem csatlakozik a mozgalomhoz. Ha úgy gondolja, hogy a mozgalom nélküle is sikeres lesz, elkerülheti a mozgalomban való részvételt, megtakaríthatja erőforrásait, és ennek ellenére is learathatja a hasznot – ez a potyautazás A társadalmi mozgalmak elméletének jelentős problémája az volt, hogy megmagyarázza, miért csatlakoznak az emberek a mozgalmakhoz, ha úgy vélik, hogy a mozgalom az ő hozzájárulásuk nélkül is sikeres lehet/lesz, A kultúraelmélet azzal érvel, hogy a közösségi hálózatokkal együtt, amelyek fontos kapcsolatfelvételi eszközök, az igazságtalanság kerete motiválja az embereket, hogy hozzájáruljanak a mozgalomhoz
A keretezés (framing) folyamata három különálló összetevőből áll:
- Diagnosztikai keret: a mozgalmi szervezet „bekeretezi”, hogy mi a probléma, vagy mit kritizálnak
- Prognosztikai keret: a mozgalmi szervezet „bekeretezi”, hogy mi a kívánatos megoldás a problémára
- Motivációs keret: a mozgalmi szervezet "fegyverre hívást" fogalmaz meg azzal, hogy javasolja és bátorítja az embereket, hogy tegyenek lépéseket a probléma megoldása érdekében.

## A közösségi hálózaton való kommunikáció
Manapság a társadalmi mozgalmi csoportok az internetet használják a szervezeti célok megvalósítására. Arra hivatkoznak, hogy az internet segít a társadalmi mozgalmakkal kapcsolatos kommunikáció sebességének, elérhetőségének és hatékonyságának növelésében, valamint a mobilizációs erőfeszítésekben, és ennek eredményeként úgy gondolják, hogy az internet általában véve pozitív hatással volt a társadalmi mozgalmakra. Buettner és Buettner szisztematikus irodalmi áttekintése elemezte a Twitter szerepét a társadalmi mozgalmak széles körében (WikiLeaks (2007), 2009-es moldovai zavargások (Moldova), 2009-es diáktüntetések Ausztriában, Gáza-Izrael (2009), iráni zöld forradalom (2009), Tiltakozások a 2010-es G20 torontói csúcstalálkozója alatt, bolivári forradalom (2010 Venezuela), Stuttgart 21 (2010 Németország) (itt az építkezést kezdetektől fogva nagy társadalmi ellenállás kíséri,), Nílusi forradalom (Egyiptom 2011), 2011-es angliai zavargások (2011), Elfoglaló mozgalom (2011 USA), Indignados mozgalom (2011 Spanyolország), Aganaktismenoi mozgalmak (2011 Görögország), 2011-es római demonstráció, a wisconsini dolgozók tüntetései (2011), Izrael-Hamasz (2012), 2013-as tüntetések Brazíliában, 2013-as Gezi parki tüntetések (Törökország)).
Sok vita bontakozott kin a közösségi hálózatok témájáról és annak a társadalmi mozgalmak kialakulására és mozgósítására gyakorolt hatásáról. A 2009–2010-es iráni választási tiltakozások azt is megmutatták, hogyan tették gyorsabbá és könnyebbé a Twitter és a Facebook oldalak felhasználásával az irániak mozgósítását Mahmud Ahmadinezsád megválasztása ellen. Ez pedig az internet és a közösségi oldalak széles körű kormányzati cenzúrázásához vezetett.
A mozgalmak hagyományos felfogása gyakran kaotikusnak és szervezetlennek tartotta a mozgalmakat, az aktivizmust pedig a társadalmi rend fenyegetéseként kezelte. 1969-ben az aktivizmust úgy határozták meg, mint „az a fajta politika vagy gyakorlat, hogy döntéssel és energiával csinálunk meg dolgokat” politikai jelentés nélkül, míg a társadalmi cselekvést úgy határozták meg, mint „egy csoport szervezett fellépését a társadalmi feltételek javítása érdekében”. A normatív státusz tekintetében az úgynevezett „új társadalmi mozgalmak” felfutását követően az Egyesült Államokban az 1960-as években az aktivizmus új felfogása jelent meg, mint a tiltakozás vagy a fellebezés racionális és elfogadható demokratikus lehetősége. Ekkor modelleket vezettek be, hogy megértsék a társadalmi mozgalmakba ágyazott szervezeti és strukturális erőket.

## Fordítás
- Ez a szócikk részben vagy egészben  a   Social movement című angol Wikipédia-szócikk ezen változatának fordításán alapul.  Az eredeti cikk szerkesztőit annak laptörténete sorolja fel. Ez a jelzés csupán a megfogalmazás eredetét és a szerzői jogokat jelzi, nem szolgál a cikkben szereplő információk forrásmegjelöléseként.